# Zachariáš Theobald
Zachariáš Theobald (německy Zacharius Theobald, 13. července 1584 Horní Slavkov – 22. ledna 1627 Kraftshof u Norimberka) byl česko-německý učenec, humanista, pedagog, historik, evangelický pastor a překladatel. Byl absolventem univerzity ve Wittenbergu, sympatizoval s českým stavovským povstáním a po jeho porážce se rozhodl k emigraci z Čech. Je připomínán především díky svému rozsáhlému historickému německy psanému dílu s názvem Husitské války (Hussitenkrieg), jež bylo poprvé vydáno roku 1609.

## Životopis

### Mládí
Narodil se jako Zacharius Theobald v Horním Slavkově, na vrchovině Slavkovský les, do rodiny M. Zachariáše Theobalda a jeho manželky Anny, dcery slavkovského konšela Melchiora Multze, do zajištěné měšťanské protestantské rodiny českých Němců. Školy začal navštěvovat ve Slavkově, roku 1602 pak dešel studovat svobodná umění na univerzitu v německém Wittenbergu, kde roku 1604 získal titul magistra svobodných umění.
Poté pak působil jako preceptor několika mladých německých šlechticů, vyslaných od rodičů svých do Čech, aby se zde mj. naučili česky. V letech 1607–1612 pak působil jako rektor školy v Horním Slavkově, zde se oženil s Kateřinou Wegele. Počátkem roku 1612 byl povolán Joštem Adamem Schirndingerem ze Schirndingu jakožto kazatel do Chotnova, kvůli tomu absolvoval krátké dodatečné studium ve Wittenbergu. Roku 1613 nebo 1614 přešel do služeb Josefa Lamingera z Albenreuthu a stal se kazatelem na jeho panství, v Chodovém Újezdě na Chodsku.

### Stavovské povstání a emigrace
Aktivně se zapojil do stavovského povstání v letech 1618–1620, které odmítlo vládu císaře Ferdinanda II. a zvolilo nového krále, Fridricha Falckého. Stal se polním kaplanem v protestantském vojsku generála Petra Mansfelda, se kterým se mj. zúčastnil obléhání a dobytí Plzně roku 1618, ale kvůli plicní nemoci ze navrátil zpět do Chodového Újezda. Po porážce povstání a začátku rekatolizace byl jakožto protestant perzekvován a okolo roku 1620 i s rodinou z Čech odešel do emigrace. S rodinou se usadil v Kraftshofu u Norimberka (pozdější součást města), kde působil jakožto pastor. Ke konci života ještě přijal místo profesora matematiky na Altdorfské universitě, v čemž mu již zabránila dlouhodobá plicní choroba.

### Úmrtí
Zemřel 24. ledna 1627 v Kraftshofu ve věku 42 let. Pohřben byl 24. ledna v Norimberku.

## Dílo (výběr)
- Hussiten Krieg (Husitská válka, poprvé vydáno 1609 ve Wittenbergu – stěžejní historické dílo dokumentující husitské války s akcentem na jejich význam pro protestantské církve[3]
- Chronologica boh. ecclesiae adumbratio (latinsky)
- Genealogica et chronologica iudicum, ducum et regum Bohemiae series (latinsky)